# Kanton Preuilly-sur-Claise
Preuilly-sur-Claise is een voormalig kanton van het Franse departement Indre-et-Loire. Het kanton maakte deel uit van het arrondissement Loches. Het werd opgeheven bij decreet van 18 februari 2014 met uitwerking op 22 maart 2015.

## Gemeenten

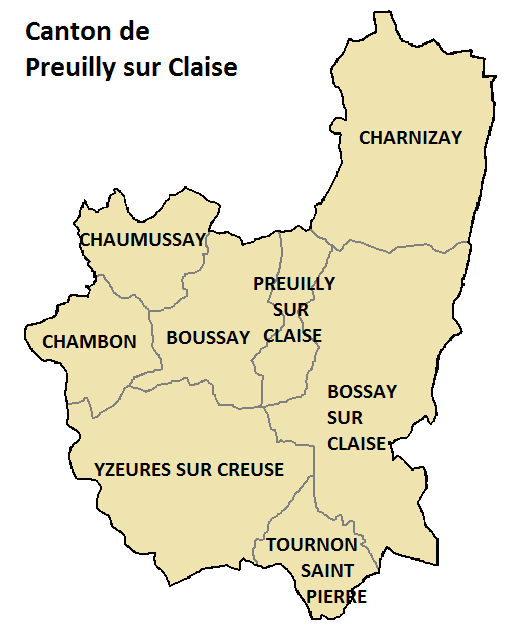
Ligging van gemeenten in het kanton

Het kanton Preuilly-sur-Claise omvatte de volgende gemeenten:
- Bossay-sur-Claise
- Boussay
- Chambon
- Charnizay
- Chaumussay
- Preuilly-sur-Claise (hoofdplaats)
- Tournon-Saint-Pierre
- Yzeures-sur-Creuse